# Pseudospondias microcarpa
Pseudospondias microcarpa är en sumakväxtart som först beskrevs av Achille Richard, och fick sitt nu gällande namn av Adolf Engler. Pseudospondias microcarpa ingår i släktet Pseudospondias och familjen sumakväxter. Inga underarter finns listade i Catalogue of Life.